# Walter Mitty
Walter Mitty is een fictief persoon in James Thurbers korte verhaal The Secret Life of Walter Mitty, gepubliceerd in 1941.
Mitty is een milde man met een levendig fantasieleven: in een paar dozijn alinea's stelt hij zichzelf voor als een oorlogspiloot, een EHBO-chirurg, en een meedogenloze moordenaar. Het begrip Walter Mitty komt nu voor in woordenboeken om een persoon te omschrijven die een fantasieleven leidt.
Een filmversie van het verhaal kwam uit in 1947 met Danny Kaye in de hoofdrol en geregisseerd door Norman McLeod. Een remake van deze film is in 2013 uitgekomen met Ben Stiller als regisseur en acteur.
De naam Walter Mitty en het daarvan afgeleide woord "Mittyesque" maken deel uit van de Engelse taal als verwijzing naar een persoon die weinig effectief is en die meer tijd besteedt aan fantasie en dagdromen dan aan de realiteit, of ook wel aan een persoon die doelbewust probeert zich voor te doen als iemand die hij niet is. In militaire kringen wordt met de term meestal verwezen naar iemand die een indrukwekkende carrière veinst. Het begrip kan daarom ook als een belediging gebruikt worden, zoals in twee gevallen in de Britse politiek:
- In 1977 gaf Andrew Roth zijn biografie van de voormalige Britse premier Harold Wilson de titel Sir Harold Wilson: the Yorkshire Walter Mitty. Wilson sleepte Roth succesvol voor het gerecht wegens smaad op basis van een stuk over zijn vrouw in het boek.

- In 2003 verontschuldigde Tom Kelly, een woordvoorder van de Britse premier Tony Blair, zich publiekelijk omdat hij David Kelly "een Walter Mitty-persoonlijkheid" had genoemd in een privédiscussie met een journalist.